# 海山 (板橋區)
海山，是新北市板橋區的一個地名，大致上乃於板橋區中南部，東北毗鄰臺北市，西接新莊，南接中和。境內有新北市立海山高中、新北市政府警察局海山分局。
臺灣日治時代1920年，臺北州設有海山郡，為合併原來的海山堡與擺接堡，郡治為板橋，故當地人習稱板橋中南部為海山。
「海山」一名，學者翁佳音認為是來自17世紀荷蘭人稱此地為。

## 引用
1. ↑  曾品滄. . 台灣大百科全書. 文化部. 2009-09-09.
2. ↑  翁佳音. . . 台北縣立文化中心. 1998-06: 69–70,142–149 [原荷文報告1654年]. ISBN 957-02-2084-8 –掃描版國家圖書館·台灣記憶·台灣鄉土文獻影像；數位版抄本中研院台灣研究網路化.